# Pactolinus gigas
Pactolinus gigas är en skalbaggsart som först beskrevs av Gustaf von Paykull 1811.  Pactolinus gigas ingår i släktet Pactolinus och familjen stumpbaggar. Inga underarter finns listade i Catalogue of Life.